# Hugh Foot
Hugh Mackintosh Foot, Baron Caradon (8 de outubro de 1907 – 5 de setembro de 1990) foi um administrador colonial britânico e diplomata que foi Representante Permanente do Reino Unido nas Nações Unidas e o último governador do Chipre britânico.

## Juventude e educação
Hugh Mackintosh Foot nasceu em Plymouth em 8 de outubro de 1907. Ele foi educado na Leighton Park School em Reading, Berkshire, e continuou a estudar no St John's College, Cambridge, onde se graduou como bacharel em artes em 1929. Ele foi presidente da União Cambridge e também da Universidade de Cambridge Clube Liberal. Seus três irmãos politicamente ativos, Dingle, John e Michael, foram educados em Oxford e todos se tornaram presidentes da União de Oxford.

## Carreira
A carreira de Hugh Foot no serviço diplomático foi longa e distinta. No Mandato Britânico da Palestina, ele serviu como comissário distrital assistente para a região de Nablus. Durante a Segunda Guerra Mundial, ele foi nomeado Administrador Militar Britânico da Cirenaica e serviu como Secretário Colonial de Chipre de 1943 a 1945. Após a guerra, ele serviu como Secretário Colonial da Jamaica, 1945-1947, Secretário-Chefe da Nigéria, 1947–50 e foi nomeado capitão-geral e governador-chefe da Jamaica em 1951, cargo que ocupou até 1957.
Ele retornou a Chipre como o último governador colonial e comandante-em-chefe em 1957 até 1960, quando Chipre conquistou a independência. Em 1961, ele se tornou embaixador britânico no Conselho de Tutela das Nações Unidas. Depois que o Partido Trabalhista ganhou as eleições gerais de 1964, Foot tornou-se Ministro de Estado das Relações Exteriores e Representantes Permanentes do Reino Unido nas Nações Unidas de 1964 a 1970. Durante seu mandato como Representante Permanente, ele foi juramentado no Conselho Privado no Honras de Ano Novo de 1968.  Após sua aposentadoria, ele se tornou um professor visitante na Universidade de Harvard e na Universidade de Princeton.
Em 1964, Foot recebeu o título de nobreza vitalício como Baron Caradon, em paróquia St Cleer, no Condado de Cornwall, o título se referindo à Colina Caradon em Bodmin Moor, não muito longe do Castelo de Trematon, que era sua casa de campo.